# Platzierungsrunde
Eine Platzierungsrunde (Sport) entscheidet über die endgültige Vergabe von Tabellenplätzen innerhalb einer Meisterschaftsrunde.
Insbesondere in Randsportarten und in Gegenden mit geringer Bevölkerungsdichte kommt es dazu, dass eine ausreichende Anzahl teilnehmender Vereine nicht erreicht werden kann. In der Folge wird von Verbänden häufig eine Platzierungsrunde (nicht zu verwechseln mit Play-offs) an den regulären Spielbetrieb (Meisterschaftsrunde) angehängt, welche dann über die finale Platzierung entscheiden soll.
Ob der reguläre Spielbetrieb (Meisterschaftsrunde) oder die Platzierungsrunde letztendlich über Meisterschaft und/oder Aufstieg entscheidet, ist im Einzelfall von den Verbänden zu klären.